# ウイグル人 (書籍)
『ウイグル人』（原題: ئۇيغۇرلار、中国語: 維吾爾人、英題: The Uyghurs）は歴史家のトルグン・アルマスによる新疆ウイグル自治区におけるウイグル民族の「6,000年の歴史」に関する著作である。本書は中国で1989年に出版され、中国での学問の自由と少数民族に関する自由化の最盛期に出版された作品でもある。本書は中ソ対立の時代においてソビエト連邦の歴史学に基づく「代替ウイグルの歴史」を提示し、ウイグル人こそが新疆ウイグル自治区の歴史的な統治者で自治区は独立国家であるべきだとする説を掲げた。本書は「東トルキスタン」という用語を用いた最初の本の1つでもあり、独立した中央アジアの国家の集合体である「西トルキスタン」とは一種の親戚関係であると示唆している。漢王朝以来この地域は中国の不可分な領土であったとする新疆の歴史に関する中国政府の公式見解とは対照的に、本書は国家主義的な見地から、歴史上多くの「ウイグル」国家が中国に対して独立していると述べている。
トルグン・アルマスは様々な説を証明するために中国とソビエト連邦双方の資料を集め、その中にはタリムのミイラが示す「ウイグルは中国文明より古い」とする説や「ウイグルが四大発明の発明者である」という説が含まれる。本書は「ユダヤ人が3,000年経って祖国を取り戻せるのならば、ウイグルも3,000年から6,000年経って祖国を取り戻せるだろう」と結論付けている。ウイグル人の間で本書が人気になった結果、1991年2月に新疆ウイグル自治区の中国共産党宣伝部と新疆の社会科学アカデミーが学会を開き『ウイグル人』や『匈奴簡史』『古代ウイグル文学』などアルマスの書籍3冊に関する歴史学的な議論を繰り広げた。異なる民族から140人以上の歴史家や民俗学者、考古学者、そして文学のスペシャリストが新疆ウイグル自治区や北京から集まって本書の内容を精査し、「歴史を歪めねつ造した」と結論付けた。中国政府は「トルグン・アルマスの『ウイグル人』における100の間違い」と題したパンフレットをすぐに出版し、本書の欠陥を公表したが、これは本書に対する興味を引き起こすという逆効果をもたらした。また、1992年4月には新疆人民出版社から馮大真主編による『「ウイグル人」等三冊の本の問題に関する討論会論文集』（原題: 《維吾爾人》等三本書問題討論会論文集）も出され、体制側の学者により「トルグンは中国が古来より統一多民族国家であるという事実や中原の漢族とも経済・文化の相互影響を無視し、ウイグル族の歴史を独立史として描いている」と批判された。本書はその後発禁処分となり、アルマスもウルムチ市で軟禁された。

## 翻訳
本書は発禁処分となった後も、漢民族側の歴史観によらない「伝説の書」としてひそかに受け継がれ、1993年にロシア語版が、2010年4月19日にトルコ語版が、2019年12月20日に日本語版が出版された。なお、日本語版によると、トルコ語版は再販本という位置付けである。